# Šedá litina
Šedá litina nebo litina s lupínkovým grafitem (LLG) je technická slitina železa s uhlíkem o obsahu vyšším než 2,14 %. Uhlík je vyloučen v elementární formě jako lamelární grafit v kovové matrici (feritu nebo perlitu).

## Chemické složení a vlastnosti
Šedá litina je slitina železa a uhlíku s dalšími prvky: křemíkem, manganem, fosforem, sírou. Obsah uhlíku je obvykle 2,5 až 3,5 %. Krystalizuje přibližně podle stabilní soustavy rovnovážného diagramu Fe–C do kovové matrice feritu, perlitu nebo jejich směsi s vyloučeným lamelárním grafitem. Skutečný průběh krystalizace je však odlišný, v závislosti na přítomných doprovodných nebo legujících prvcích a rychlosti ochlazování. Pro tenkostěnné a tvarově náročné zejména umělecké odlitky se používá šedá litina s vyšším obsahem fosforu, který sice zvyšuje křehkost, ale příznivě ovlivňuje tekutost taveniny a tím i její zabíhavost (zatékavost).
Vyznačuje se relativně vysokou pevností v tlaku. Ostatní mechanické vlastnosti, zejména tažnost, jsou nepříznivě ovlivněny lamelárním tvarem grafitu. Grafitové lamely působí jako vruby (koncentrátory napětí) v kovové matrici a snižují pevnost v tahu na pouhých 100 až 350 MPa. Modul pružnosti se pohybuje v rozpětí 75 až 160 GPa. Lamelární forma grafitu zvyšuje tepelnou vodivost. Další výhodnou vlastností je, že díky volnému grafitu ve struktuře se může šedá litina využít pro nízkonamáhaná kluzná ložiska. Vlastnosti jsou normovány v ČSN a evropských normách.
Je dobře obrobitelná a jen pomalu koroduje.

## Historie

### České země
Výroba předmětů uměleckého řemesla í konstrukčních prvků architektury ze šedé litiny začala na přelomu 18. a 19. století, až do secese zasahovala do výtvarných realizací nejvíce. První slévárnu litiny v českých zemích založil roku 1791 hrabě Rudolf z Vrbna v Komárově, Na základě vzorů z Berlína či Gliwice. Podle jeho panství někdy byl původ výrobků označován Komárov-Hořovice. Druhým velkým dodavatelem byly Salmovské železárny v Blansku. Nejstaršími příklady jsou klasicistní konstrukce schodišť, altánků,  kolonáda v Mariánských Lázních, zábradlí balkónů a schodišť měšťanských domů i paláců,  kamen, dále pomníky, sochy a busty, nádobí, užitkové a ozdobné předměty od tabatěrek až po šperky. Posledním významným obdobím odbytu šedé litiny v uměleckých zakázkách byla secese a v Československu ještě období První republiky. V poválečné době  usiloval o obnovení výroby akademik František Píšek (1886-1970) – technolog slévárenství a profesor a rektor strojní fakulty VUT v Brně.

## Výroba
Vyrábí se přetavením šedého surového železa a litinového šrotu v kuplovnách nebo v elektrických pecích. Tavenina se potom odlévá převážně do pískových forem. Předností šedé litiny je její dobrá zabíhavost i do složitých forem, relativně nízká tavicí a licí teplota (1100–1300 °C).
Za časů monarchie a I. republiky bývaly kuplovny i v malých dílnách, vypadaly jak velká kamna s ventilátorem. Například výrobce strojků na ruční pohon (na kliku) pro rolníky si malá a velká ozubená kolečka pro převod odléval sám do pískových forem.
Výroba podléhá normám:
- ČSN 42 2415 – DIN 1691 GG 15,
- ČSN 42 2420 – DIN 1691 GG 20 – EN GJL-200,
- ČSN 42 2425 – DIN 1691 GG 25.

## Použití

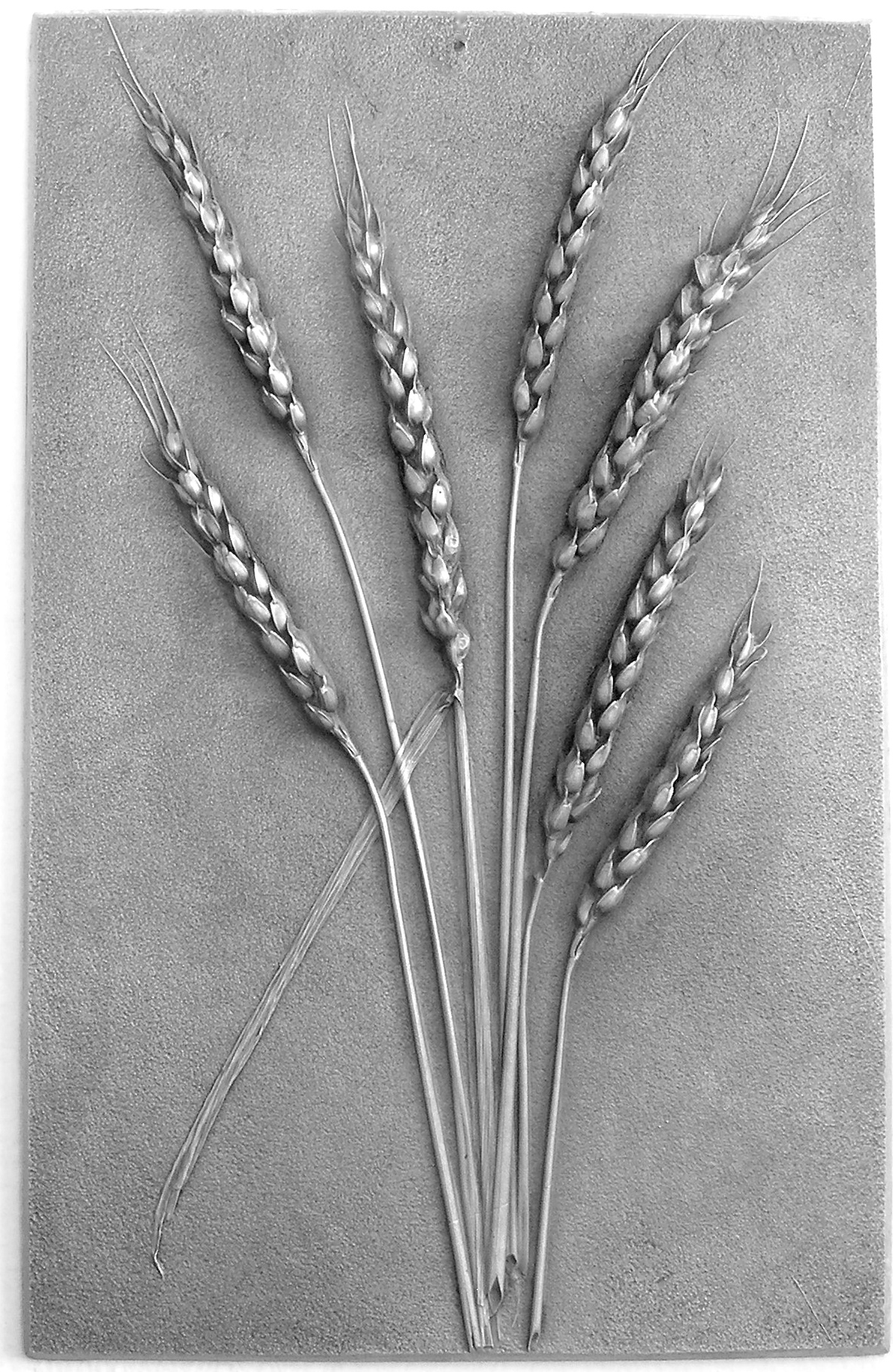
Svazek pšeničných klasů - odlitek z umělecké šedé litiny

Šedá litina se používá na odlitky, kde nejsou kladeny vysoké nároky na pevnost a houževnatost, ve výrobě strojů, v automobilovém průmyslu, na umělecké odlitky, kanalizační trouby a armatury, odlitky pro stavební průmysl, radiátory ústředního topení ap. Používání šedé litiny klesá, je v mnoha oblastech použití vytlačována lehkými kovy, ocelovými výlisky a svařenci, plasty a tvárnou litinou.
Při opravách litinových prvků svařováním lze použit bazickou elektrodou, ale při vysokých hodnotách předehřevu (až 700 °C). Při takto vysoké teplotě už dochází k austenitizaci a při chladnutí se tvoří tvrdý, ale křehký martenzit a cementit, které mohou být zdrojem trhlin. Ztvrdlé oblasti nelze obrábět (soustružit, vrtat, frézovat), ale už jen brousit.

## Temperovaná litina
Temperovaná litina je litina vytvořená tepelným zpracováním (tzv. temperací). Je svým složením podobná šedé litině, je však o něco tvrdší. Temperovaná litina je vhodným konstrukčním materiálem pro odlitky menší hmotnosti (asi do 100 kg), například pro automobily, hospodářské stroje atd.
Rozdělení temperované litiny podle druhu lomu:
- s bílým lomem (korozivzdorná – závitové spojky vodovodních a plynovodních trubek);
- s černým lomem (na dynamicky namáhané součásti, které nejsou vystaveny otěru);
- s perlitickým lomem (vhodný konstrukční materiál zejména pro středně namáhané odlitky, klikové hřídele, bubny, atd.).

## Odkazy

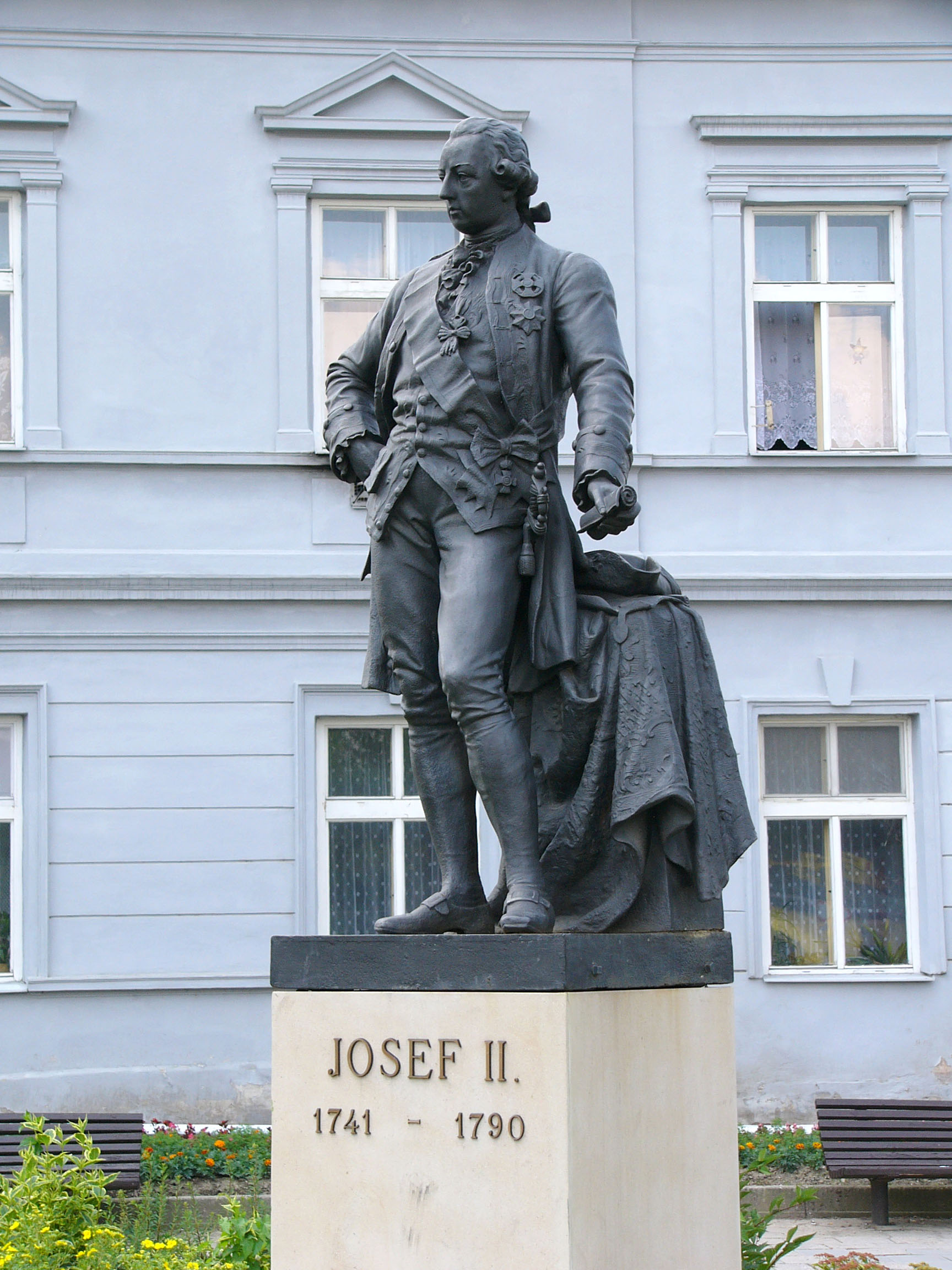
Litinová Socha Josefa II v Uničově